# Pierre Contant d'Ivry
Pierre Contant d'Ivry (Ivry-sur-Seine, 11 de mayo de 1698 - París, 1 de octubre de 1777) fue un arquitecto y decorador francés.
Arquitecto del rey, Pierre Contant d'Ivry trabajó fundamentalmente para la Corona y para clientes de alto rango. Tuvo el título de arquitecto del príncipe de Conti entre 1737 y 1749 antes de convertirse, en 1750, en arquitecto del duque de Orléans. Para Louis Philippe d'Orléans (1725-1785) transformó el Palais-Royal en 1754. El edificio, muy admirado, fue publicado por Diderot y d'Alembert en la Encyclopédie de 1762.
En 1757 realizó un proyecto para la nueva Iglesia de la Madeleine inspirado en el proyecto de Jacques-Germain Soufflot para la Iglesia de Sainte-Geneviève, cuya primera piedra fue puesta por Luis XV de Francia en 1763 y que fue formalmente aprobado al año siguiente. Pero la muerte del arquitecto en 1777, cuando solo se habían puesto los cimientos, condujo a modificar completamente la parte inicial.
Su obra es un intento de fusión entre el estilo rocaille y el Neoclasicismo.

## Principales realizaciones

### Edificios
- Château de Bizy (en Vernon, Eure), para Charles Louis Auguste Fouquet de Belle-Isle, mariscal de Belle-Isle (v. 1740, en parte destruido).
- Hôtel d'Évreux, n.° 19 plaza Vendôme en París: gran escalera (1747).
- Château d'Arnouville, en Arnouville-lès-Gonesse, en colaboración con Jean-Michel Chevotet, para Jean-Baptiste de Machault d'Arnouville (1751-57).
- Palais-Royal en París: escalera monumental (1765), decoración de la sala de la sección de Finanza del Conseil d'État, sala del Tribunal des conflits (antiguo comedor de la duquesa de Orléans, 1765).
- Château de Saint-Cloud.
- Abadía de Penthemont, calles Bellechasse y Grenelle, París: el proyecto publicado por Contant d'Ivry en 1769 es muy diferente de los que fue realizado.
- Hospital general de Valenciennes (1750).
- Nuevo palacio de Saint-Vaast d’Arras.
- Iglesia de Saint-Wasnon, Condé-sur-Escaut (1751).
- Capilla del Château de Stors (Val-d'Oise), para el príncipe de Conti.

### Jardines
- Parque del Château de Chamarande (Essonne).
- Parque del Château d'Heilly (Somme).
- Parque del Cchâteau de Bizy, en (Vernon, Eure).
- Parque del Château de L'Isle-Adam, en L'Isle-Adam.
- Parque y terrazas monumentales del Château de Stors (Val-d'Oise).

### Mobiliario
- Console en bois doré, 1750-1755, The Getty Center, Los Ángeles.